# Subdivisões de El Salvador
El Salvador encontra-se dividido em 14 departamentos que são os seguintes, com suas respectivas capitais:
1. Ahuachapán (Ahuachapán)
2. Cabañas (Sensuntepeque)
3. Chalatenango (Chalatenango)
4. Cuscatlán (Cojutepeque)
5. La Libertad (Santa Tecla)
6. La Paz (Zacatecoluca)
7. La Unión (La Unión)
8. Morazán (San Francisco Gotera)
9. San Miguel (San Miguel)
10. San Salvador (San Salvador)
11. San Vicente (San Vicente)
12. Santa Ana (Santa Ana)
13. Sonsonate (Sonsonate)
14. Usulután (Usulután)